# Dongfeng Race Team
Dongfeng Race Team fue un velero de la clase Open 65. Acabó tercero en la Volvo Ocean Race 2014-15 patroneado por Charles Caudrelier también participó y ganó la edición 2017-2018

## Tripulación 2017-18
| Posición                       | Nombre               | Participación en las etapas | Participación en las etapas | Participación en las etapas | Participación en las etapas | Participación en las etapas | Participación en las etapas | Participación en las etapas | Participación en las etapas | Participación en las etapas | Participación en las etapas | Participación en las etapas |
| ------------------------------ | -------------------- | --------------------------- | --------------------------- | --------------------------- | --------------------------- | --------------------------- | --------------------------- | --------------------------- | --------------------------- | --------------------------- | --------------------------- | --------------------------- |
| Posición                       | Nombre               | 1                           | 2                           | 3                           | 4                           | 5                           | 6                           | 7                           | 8                           | 9                           | 10                          | 11                          |
| Patrón                         | Charles Caudrelier   | Sí                          | Sí                          | Sí                          | Sí                          | Sin cambios                 | Sí                          | Sí                          | Sí                          | Sí                          | Sí                          | Sí                          |
| Tripulante                     | Carolijn Brouwer     | Sí                          | Sí                          | Sí                          | Sí                          | Sin cambios                 | Sí                          | Sí                          | Sí                          | Sí                          | Sí                          | Sí                          |
| Capitán de barco               | Daryl Wislang        | Sí                          | Sí                          | Sí                          | Sí                          | Sin cambios                 | Sí                          | Sí                          | Sí                          | Sí                          | Sí                          | Sí                          |
| Proa                           | Jack Bouttell        | Sí                          | Sí                          | Sí                          | Sí                          | Sin cambios                 | Sí                          | Sí                          | Sí                          | Sí                          | Sí                          | Sí                          |
| Navegante                      | Pascal Bidégorry     | Sí                          | Sí                          | Sí                          | No                          | Sin cambios                 | Sí                          | Sí                          | Sí                          | Sí                          | Sí                          | Sí                          |
| Proa                           | Kevin Escoffier      | No                          | No                          | Sí                          | Sí                          | Sin cambios                 | Sí                          | Sí                          | Sí                          | Sí                          | Sí                          | Sí                          |
| Tripulante                     | Liu Xue 'Black'      | No                          | No                          | Sí                          | No                          | Sin cambios                 | Sí                          | No                          | No                          | No                          | Sí                          | No                          |
| Pitman                         | Fabien Delahaye      | Sí                          | Sí                          | Sí                          | No                          | Sin cambios                 | No                          | No                          | No                          | No                          | Sí                          | No                          |
| Trímer de Génova               | Justine Mettraux     | No                          | No                          | No                          | Sí                          | Sin cambios                 | No                          | No                          | No                          | No                          | Sí                          | No                          |
| Tripulante                     | Marie Riou           | Sí                          | Sí                          | Sí                          | No                          | Sin cambios                 | Sí                          | Sí                          | Sí                          | Sí                          | No                          | Sí                          |
| Tripulante                     | Chen Jinhao 'Horace' | Sí                          | Sí                          | No                          | Sí                          | Sin cambios                 | No                          | Sí                          | Sí                          | Sí                          | No                          | Sí                          |
| Jefe de Guardia                | Jérémie Beyou        | No                          | Sí                          | No                          | Sí                          | Sin cambios                 | Sí                          | Sí                          | No                          | No                          | No                          | No                          |
| Jefe de Guardia                | Stu Bannatyne        | Sí                          | Sí                          | Sí                          | No                          | Sin cambios                 | No                          | No                          | Sí                          | Sí                          | No                          | Sí                          |
| Navegante                      | Franck Cammas        | No                          | No                          | No                          | Sí                          | Sin cambios                 | No                          | No                          | No                          | No                          | No                          | No                          |
|                                |                      |                             |                             |                             |                             |                             |                             |                             |                             |                             |                             |                             |
| Número de tripulantes a bordo: | 9                    | 9                           | 9                           | 9                           | Sin cambios                 | 9                           | 9                           | 9                           | 9                           | 9                           | 9                           |                             |
|                                |                      |                             |                             |                             |                             |                             |                             |                             |                             |                             |                             |                             |
| Reportero a bordo              | Richard Edwards      | Sí                          | No                          | No                          | No                          | Sin cambios                 | No                          | No                          | No                          | No                          | No                          | No                          |
| Reportero a bordo              | Jérémie Lecaudey     | No                          | Sí                          | No                          | No                          | Sin cambios                 | No                          | No                          | Sí                          | Sí                          | No                          | No                          |
| Reportero a bordo              | Martin Keruzore      | No                          | No                          | Sí                          | Sí                          | Sin cambios                 | Sí                          | Sí                          | No                          | No                          | Sí                          | Sí                          |

## Tripulación 2014-15
- Charles Caudrelier (skipper)[7]
- Eric Peron
- Horacio (Chen Jin Hao)
- Kevin Escoffier
- Martin Strömberg
- Pascal Bidégorry
- Thomas Rouxel
- Lobo (Yang Jiru)
- Yann Riou (reportero a bordo)